# Garhgaon
 (juin 2019).
Garhgaon ou Gargaon (pron : / gɑ: ˈgɑ̃ʊ /) est l'ancienne capitale du royaume Âhom. 
Elle fut construite par le roi Ahom Suklenmung (Gargoyaan Rojaa) en 1540. Elle se trouve à 13 km à l'est de la ville actuelle de Sivasagar. Les structures du palais étaient en bois et en pierre. En 1747, Pramatta Singha, fils de Rudra Singha, construisit le mur de briques d'environ 5 km, entourant le palais Gargaon et la porte de maçonnerie qui y menait.
L'ancien palais a été détruit et l'actuel palais de sept étages a été reconstruit vers 1752 par Rajeswar Singha (Suremphaa, 1751-1769).